# Nash Rambler
El Nash Rambler es un automóvil estadounidense que fue producido por la división Nash Motors de Nash-Kelvinator Corporation de 1950 a 1954, en estilos de carrocería sedán, familiar y convertible de perfil fijo (es decir, con los cercos de las ventanillas no escamoteables).
El 1 de mayo de 1954, Nash-Kelvinator se fusionó con la Hudson Motor Car Company para formar American Motors Corporation (AMC). El Nash Rambler fue construido por AMC en Kenosha hasta 1955.
Es destacable por haber establecido un nuevo segmento en el mercado del automóvil y es ampliamente reconocido como el primer automóvil compacto estadounidense moderno que gozó del favor del público.
El Nash Rambler de 1950-1955 fue el primer modelo de esta plataforma. Usando las mismas herramientas, AMC reintrodujo en 1958 el Rambler American, un "nuevo" modelo casi idéntico al anterior. Esta iniciativa se convirtió en un logro poco común, al conseguir colocar sucesivamente en el mercado dos modelos exitosos tan parecidos, un fenómeno casi inaudito en la historia de la automoción.

## Desarrollo
El presidente de Nash-Kelvinator, George W. Mason, vio que la compañía necesitaba competir en el mercado de manera más efectiva, e insistió en que un automóvil nuevo tenía que ser diferente de los modelos existentes ofrecidos por los principales fabricantes estadounidenses, conocidos como los "Tres Grandes" de Detroit. Mason también se dio cuenta del problema básico que había afectado a otros productores que intentaron comercializar coches de menor tamaño entre el público estadounidense: el precio bajo no era suficiente para vender en grandes volúmenes, sino que "el coche también tenía que ser lo suficientemente grande para atraer a las familias como su automóvil principal". Por lo tanto, el Rambler fue diseñado para ser más pequeño que los coches contemporáneos, pero aun así, podía acomodar a cinco pasajeros cómodamente. Los ingenieros de Nash originalmente habían definido su estilo durante la Segunda Guerra Mundial.
El nuevo modelo fue la entrada de la compañía en el segmento de precios más bajos, dominado por los modelos de Chevrolet, Ford y Plymouth. El Rambler fue diseñado para ser más ligero y tener dimensiones más pequeñas que los otros automóviles populares. Dentro de una estrategia de eficiencia, Nash pudo ahorrar en los materiales necesarios para la producción, mientras que los propietarios tendrían una mejor economía de combustible en comparación con los otros coches de la época. El Nash Rambler se montó en un plataforma con una batalla de 100 plg (2540 mm), y la potencia provino del probado motor Nash de 172,6 plg³ (2,8 L) con culata en L de seis cilindros en línea, que rendía 82 HP (61 kW).
Siguiendo el diseño de los modelos Nash "senior" más grandes, el estilo del Rambler compacto tenía una forma redondeada, con un aspecto característico de carrocería envolvente con guardabarros carenados que también envolvía las ruedas delanteras. Esta característica de diseño no afectó significativamente a la capacidad de giro del automóvil.

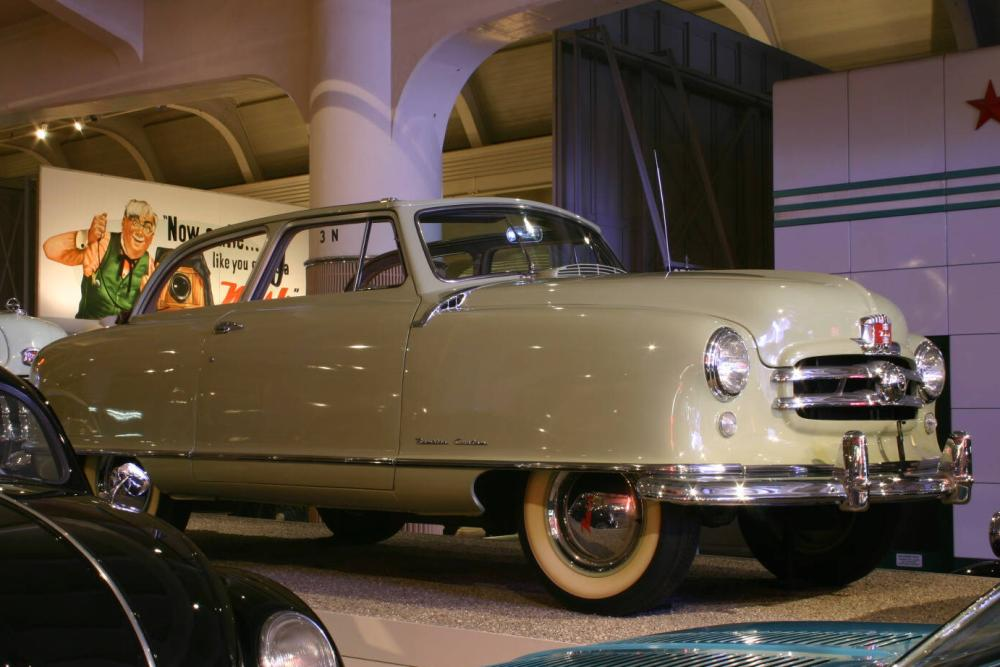
Nash Rambler Custom Landau Convertible Cupé de 1950

La gama de compactos de Rambler se diseñó con varios estilos de carrocería, aunque durante el año inaugural se limitó a un solo modelo: un convertible de 2 puertas totalmente equipado. La decisión de llevar el nuevo automóvil a un segmento de mercado más alto, dotando por primera vez un modelo relativamente económico con mejores características estándar, fue un riesgo calculado por Mason. Lo más importante de esta estrategia era la necesidad de dotar al nuevo Rambler de una imagen pública positiva. Mason sabía que el coche fracasaría si el público lo veía como un "coche pequeño y barato". Esto se confirmó en las comparativas de coches pequeños en los medios de comunicación, que lo describían como "bien equipado y elegante, el pequeño Rambler es económico y fácil de conducir", sin versiones "reducidas", aunque solo en los estilos de carrocería convertible de gama alta, familiar o hardtop (sin "pilar B"). Sabía lo que Crosley estaba descubriendo con su línea de mini coches, y lo que Henry J le enseñaría a Kaiser Motors; es decir, que los estadounidenses prefieren comprar un buen automóvil usado que un automóvil nuevo que se percibe como inferior o deficiente.
Como otros convertibles, pero a diferencia de los descapotables tradicionales que usaban ventanas laterales sin marco, el Rambler retuvo las puertas de la carrocería y los marcos de las ventanas laterales traseras. Estas estructuras de metal sirvieron como guías laterales o rieles para la lona impermeable retráctil. Este diseño permitió a Nash utilizar su construcción monocasco en su nuevo compacto, haciendo que la carrocería fuera muy rígida para un automóvil descapotable, sin necesidad de refuerzos adicionales. La fuerza de los pilares del parabrisas y de la estructura de los rieles del techo quedó demostrada al volcar el coche, comprobándose que los rieles y los soportes no sufrían daños. La capota del convertible estaba accionada por cable y operada eléctricamente. El diseño era similar al de otros convertibles de perfil fijo, incluidos el Fiat 500 (de 1936), el Nissan Figaro (1991), el Citroën 2 CV (1948-1990), el Vespa 400 (1957) y el Fiat 500 (de 1957), así como su sucesor el Fiat 500 (de 2007).
Al desarrollar este nuevo automóvil, Nash había planeado originalmente llamarlo Diplomat. Este nombre habría completado la familia de automóviles Nash. En 1950, la línea 600 pasó a llamarse Statesman, y la Ambassador siguió siendo la línea insignia. Cuando se supo que Dodge ya había reservado el nombre Diplomat para un estilo de carrocería de techo rígido de dos puertas, Nash profundizó en su propio pasado y resucitó el nombre Rambler de un prototipo de 1897 y de su primer modelo de producción en 1902. Rambler fue también una de las primeras marcas de automóviles estadounidenses más populares.
El contexto histórico del Nash Rambler, junto con el Nash-Healey y el Nash Metropolitan, estuvo condicionado por el hecho de que los ciudadanos estadounidenses estuvieron expuestos y adquirieron experiencia con los coches europeos más pequeños (compactos y deportivos más eficientes) durante la Segunda Guerra Mundial. Junto con las señales de estilo de los diseños europeos, se hizo presente el enfoque de automóviles más compactos desarrollados por Nash-Kelvinator, que tenía un amplio mercado en el extranjero. Esta influencia se ve directamente en los modelos diseñados por Pininfarina. Más adelante, AMC continuaría importando el estilo europeo de diseño para sus productos, como el Hornet Sportabouts de Gucci, el Javelin de Pierre Cardin y los cupés Matador de Oleg Cassini.

## Modelos de cada año

### 1950
El Nash Rambler se introdujo el 13 de abril de 1950, a mediados del año. El nuevo Rambler estaba disponible solo como un convertible de dos puertas de lujo, denominado "Landau". Sin el peso del techo, y con un diseño de carrocería de baja resistencia al aire para el momento, el motor de 6 cilindros en línea podía ofrecer un rendimiento fiable y una economía de combustible de hasta 30 mpgAm (7,8 L/100 km; 36,0 mpgIm) e incluso más con la sobremarcha automática opcional.
Se incorporaron varios factores en las características de mercado del compacto de Nash Rambler, que incluyeron aprovechar al máximo los suministros limitados de acero durante la Guerra de Corea, así como que el fabricante de automóviles diseñó una estrategia para maximizar el beneficio de la nueva línea Rambler. El nuevo Nash Rambler se lanzó inicialmente solo con una carrocería convertible, un estilo que tenía un precio más alto en el mercado y que incorporaba más características estándar que lo hacían más adecuado para el uso de ocio que para el transporte normal. Con un precio base de 1808 dólares (equivalente a unos 22 896 hoy) el Nash Rambler tenía un precio ligeramente más bajo que los modelos convertibles base de su competencia. Para aumentar aún más el valor para los compradores, el Nash Rambler estaba bien equipado en comparación con sus competidores e incluía como equipo estándar numerosos accesorios, tales como neumáticos de banda blanca, tapacubos integrales, reloj electrónico e incluso una radio AM con pulsadores, elementos que eran opciones disponibles a un costo adicional en todos los demás modelos del momento.
En resumen, "era un automóvil pequeño elegantemente diseñado. A la gente también le gustó su bajo precio y la economía de su dinámico motor de 6 cilindros". El primer año de producción abreviado vio ventas de 9.330 convertibles Nash Rambler.

### 1951
En 1951, la línea Nash Rambler se amplió para incluir una camioneta de dos puertas y un modelo de dos puertas de perfil fijo sin pilares, denominado Country Club. Tanto el modelo de techo rígido como el convertible incluían características de seguridad adicionales. Había dos niveles de equipamiento disponibles: Custom y Super.
Una unidad probada por la revista británica The Motor en 1951, tenía una velocidad máxima de 80,9 mph (130 km/h) y podía acelerar desde 0-60 mph (0-96,6 km/h) en 21.0 segundos. Se registró un consumo de combustible de 25,2 mpgIm (11,2 L/100 km; 21,0 mpgAm). El automóvil de prueba costaba 1808 dólares en los EE. UU., pero las ventas británicas no habían comenzado en ese momento.
Un convertible Nash Rambler de 1951 fue utilizado por Tunku Abdul Rahman en Malaca en 1957 cuando, como primer primer ministro de la Federación Malaya, declaró que el país estaba libre del dominio británico.

### 1952
No hubo cambios importantes para el modelo del año 1952. Los modelos incluían una nueva camioneta utilitaria de 2 puertas, denominada Deliveryman por 1892 dólares. Los modelos "Custom" incluían el sistema de acondicionamiento Weather Eye de Nash y una radio AM como equipo estándar. Las nuevas camionetas Greenbrier recibieron molduras mejoradas con exteriores pintados en dos tonos y tenían un precio de 2119 dólares, lo mismo que el modelo Custom Landau Convertible.
Los Nash Rambler de 1950-1952 "ganaron popularidad instantánea entre los compradores a los que les gustaba su apariencia, así como la lealtad de los clientes que apreciaban su ingeniería de calidad y su rendimiento". Se fabricó un total de 53.000 Nash Rambler durante el año.
|  |  |  |

### 1953

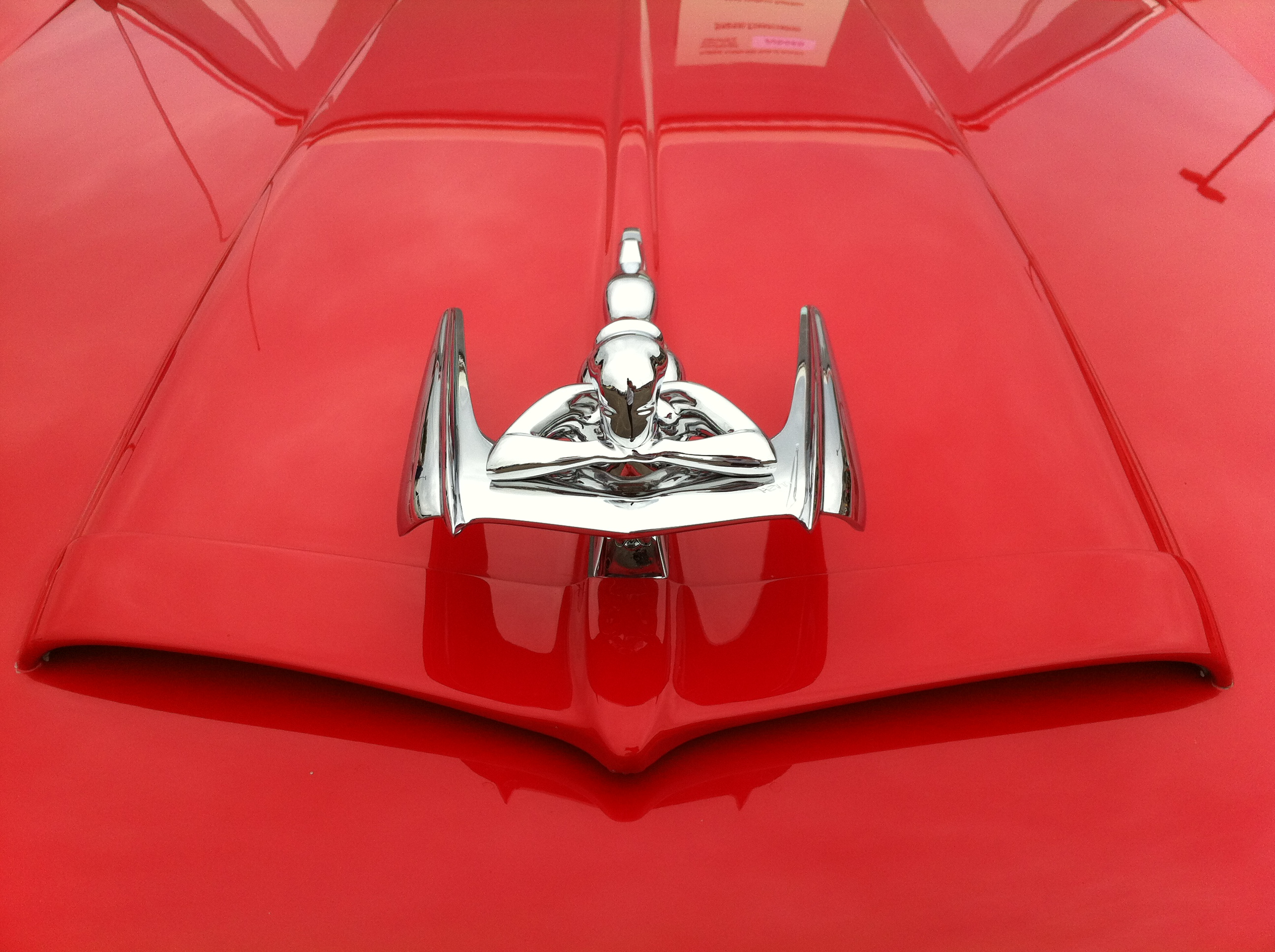
Adorno frontal del Nash Rambler

El Rambler recibió su primer rediseño en 1953, pasando a parecerse a los modelos Nash "sénior" que habían recibido el estilo "Airflyte" completamente nuevo el año anterior. El nuevo estilo se atribuyó nuevamente al diseñador de automóviles italiano Battista "Pinin" Farina. Se bajó la línea del capó y se adoptó un nuevo adorno frontal, diseñado por George Petty, que era opcional. El "atrevido" adorno "era una mujer sexy que se inclinaba hacia el futuro, que una vez recostada señalaba el camino".
Los motores estándar se incrementaron con cajas de transmisión manuales que recibieron un motor I6 de 184 plg³ (3 L) que producía 85 HP (63 kW; 86 CV), mientras que el motor AMC XJ 4.0 I6 de 195,6 plg³ (3,2 L) y 90 HP (67 kW; 91 CV) se reservó para los coches con transmisión automática opcional "Hydra-Matic", suministrada por General Motors. Los modelos Custom agregaron el sistema de ventilación y calefacción "Weather Eye" de Nash, así como una radio como equipo estándar, y las versiones convertible y con techo rígido recibieron una rueda de repuesto Continental sin costo adicional.
La campaña de marketing se centró en el Nash Rambler como segundo automóvil familiar. Los anuncios también mostraban a la esposa del popular actor James Stewart con su modelo de techo rígido de dos puertas Country Club, que describía como "¡el sueño de un automóvil de una mujer hecho realidad!", promoviendo que los compradores pudieran pasar "una hora maravillosa" en una prueba de conducción para descubrir cómo "entre las familias de dos automóviles, cuatro de cada cinco prefieren conducir su Rambler".
Una encuesta de propietarios de Rambler de 1953 realizada por "Popular Mechanics" indicó que la mayoría mencionó la economía de su automóvil como la característica que más les gustaba. Después de haber conducido un total de 1 500 000 millas (2 414 010 km), las quejas de los propietarios incluyeron la falta de espacio para las piernas en el asiento trasero, fugas de agua y una mala posición del interruptor del atenuador, pero ninguno de los conductores de Rambler calificó la aceleración como insatisfactoria. El 29 por ciento no tuvo quejas y "solo el cuatro por ciento de los usuarios de un Rambler describieron el automóvil como demasiado pequeño, y el 67 por ciento calificó a sus Rambler como excelentes en general".
La producción del modelo del año fue de 31.788 unidades, e incluyó 9 modelos Deliveryman en la carrocería de la camioneta, 15.255 con techo rígido Country Club, 10.598 Landaus convertibles, 10.600 camionetas Custom (de las que 3536 contaban con el acabado Greenbrier y 7035 con el acabado imitación madera de 3M) y 1114 familiares estándar.

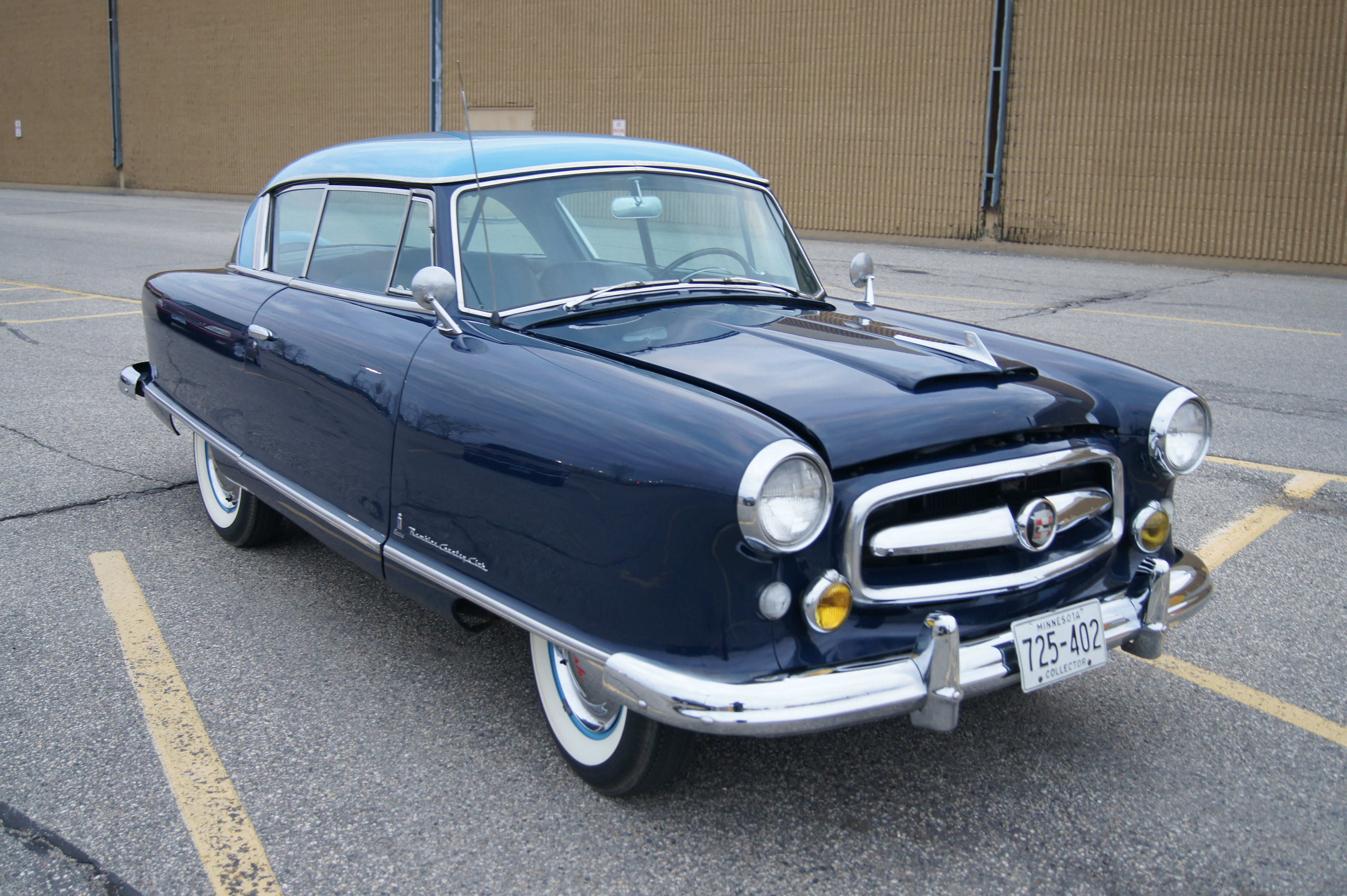
Nash Rambler Country Club de 1953
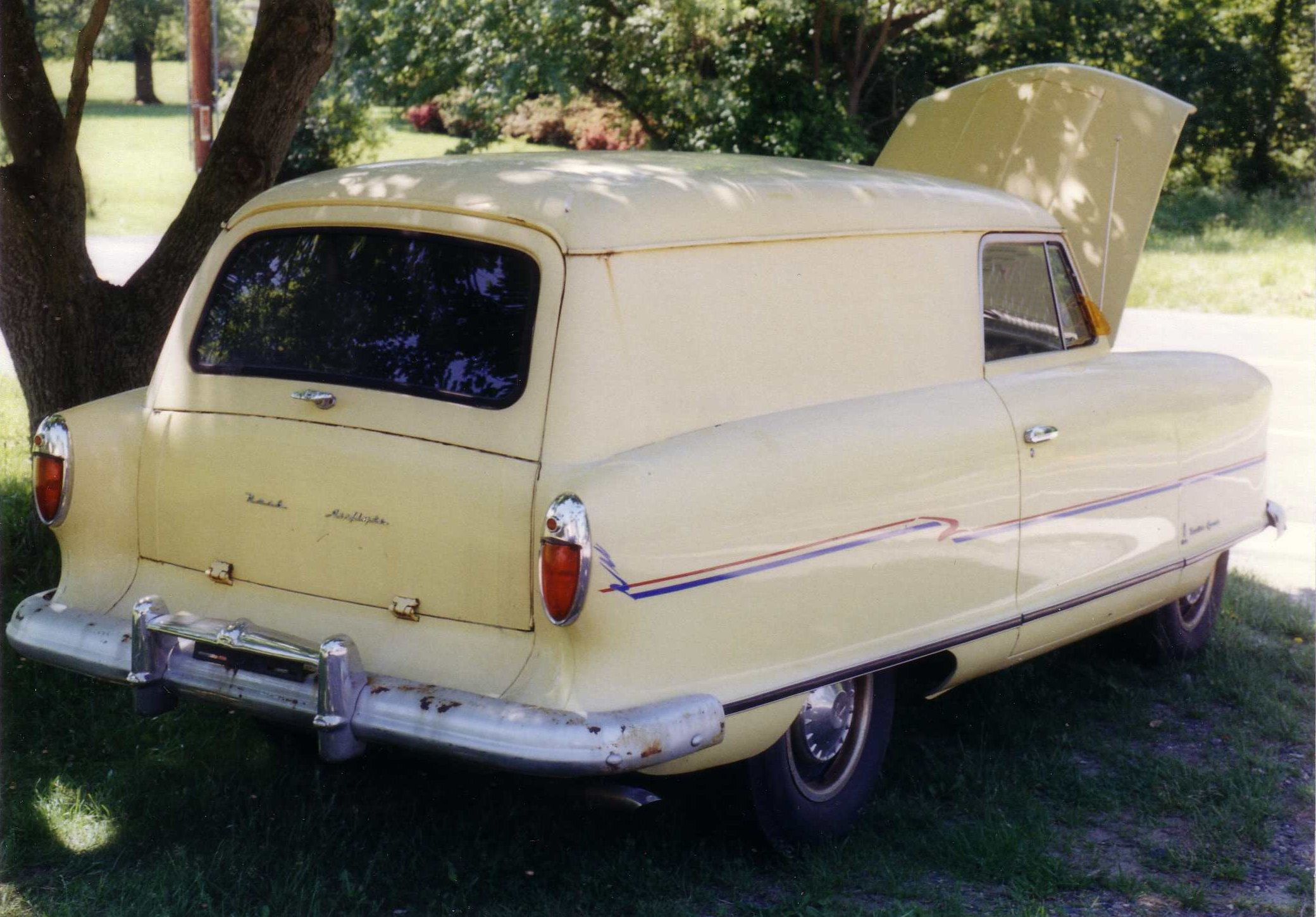
Nash Rambler Deliveryman de 1953

### 1954

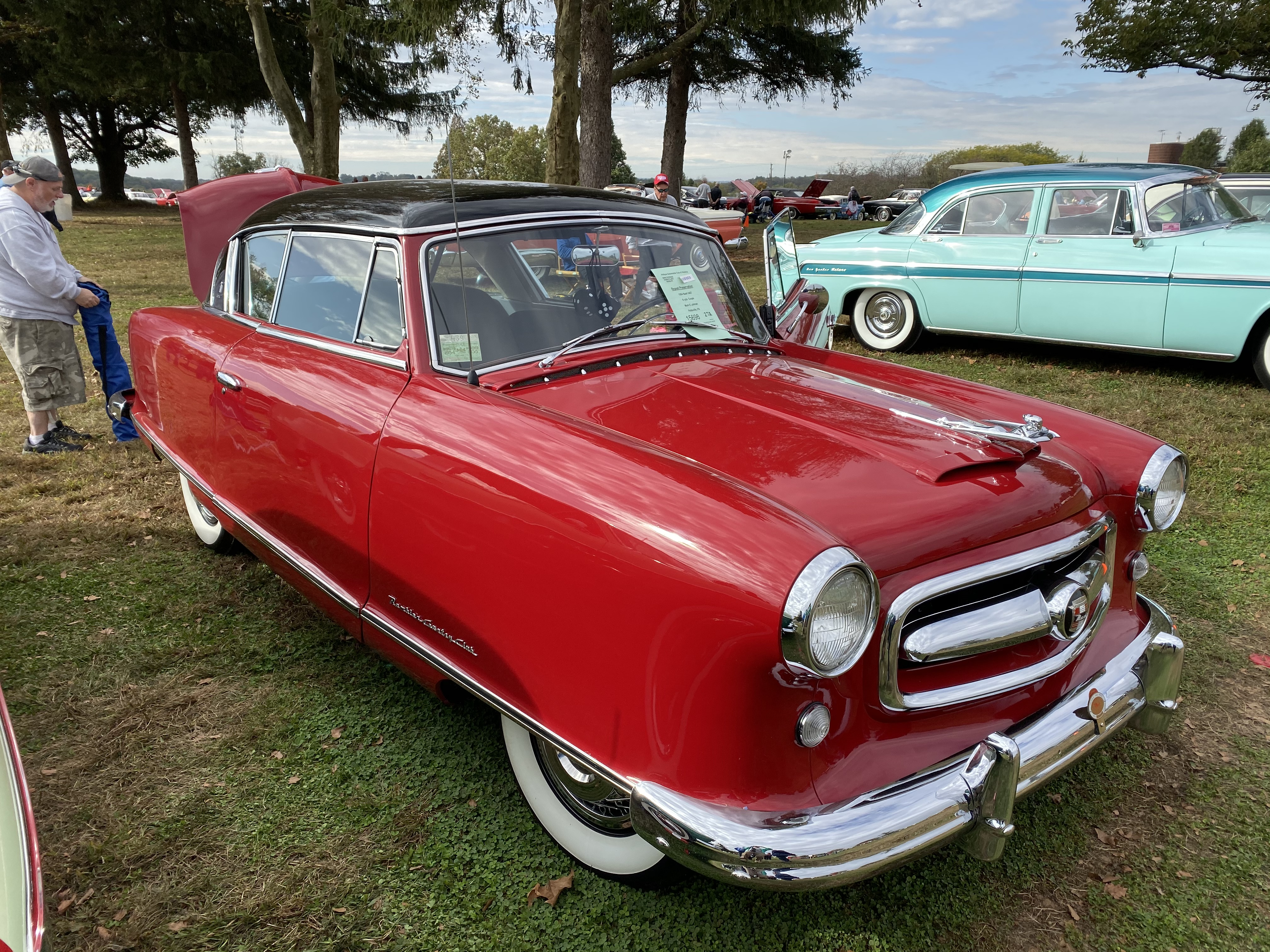
Nash Rambler Custom Country Club 2-puertas techo rígido de 1954

Después de ofrecer solo modelos de dos puertas, Nash introdujo un sedán de cuatro puertas y un familiar de cuatro puertas en la línea Nash Rambler a partir del modelo del año 1954. Esta fue la respuesta del fabricante de automóviles a la demanda de las familias numerosas de modelos Rambler más espaciosos. Los estilos de carrocería de cuatro puertas se montaron con una distancia entre ejes más larga de 108 plg (2743 mm). Siguiendo la práctica de la industria en ese momento, el calentador y la radio ahora se hicieron opcionales. Se agregó a la lista de opciones el exclusivo sistema integrado de climatización Nash, una "configuración muy sofisticada" para la época que incorporaba calefacción, ventilación y aire acondicionado en un sistema que tenía "un precio más bajo que cualquier otro sistema de la competencia; a 345 dólares, era un sistema extraordinariamente avanzado".
Al principio, el sedán Rambler de cuatro puertas solo estaba disponible con el acabado "Custom". El techo rígido "Country Club" se hizo disponible con el ajuste "Super" de menor precio y sin la rueda de repuesto Continental estándar del modelo "Custom". Las camionetas de 4 puertas fueron designadas Cross Country. Presentaban un perfil superior inusual, que seguía la pendiente del techo del sedán, y luego se hundía detrás del área del asiento trasero antes de nivelarse y continuar hacia atrás. El diseño de Bill Reddig permitió el uso de los mismos troqueles para producir marcos de puertas para sedanes y camionetas, mientras que la inclinación en la parte trasera del techo incluía un portaequipajes como equipo estándar para reducir el efecto visual de la línea del techo rebajada del familiar.
El mercado automotriz de los Estados Unidos se sumió en el caos cuando estalló la guerra de ventas Ford-Chevrolet, y los dos fabricantes de automóviles nacionales más grandes recortaron los precios para ganar volumen de ventas. Esta batalla diezmó a los restantes fabricantes de automóviles independientes en su búsqueda de clientes. La batalla de marketing apretó a los fabricantes de automóviles independientes mucho más pequeños, por lo que, aunque los coches económicos de Nash Rambler demostraron ser populares en el mercado, no fueron particularmente rentables para la compañía.
El 1 de mayo de 1954, Nash y Hudson anunciaron su fusión, y la corporación sucesora se denominó American Motors Corporation (AMC). Después de la fusión, los concesionarios de Hudson comenzaron a recibir unidades Rambler que tenían emblemas de la marca Hudson. Los Hudson Rambler y Nash Rambler eran idénticos, salvo por el nombre de la marca y las insignias menores.

### 1955

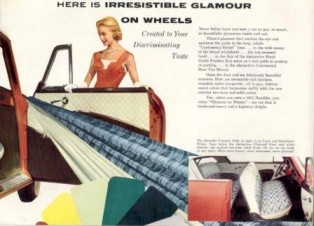
Folleto de Nash Rambler describiendo los interiores (1955)

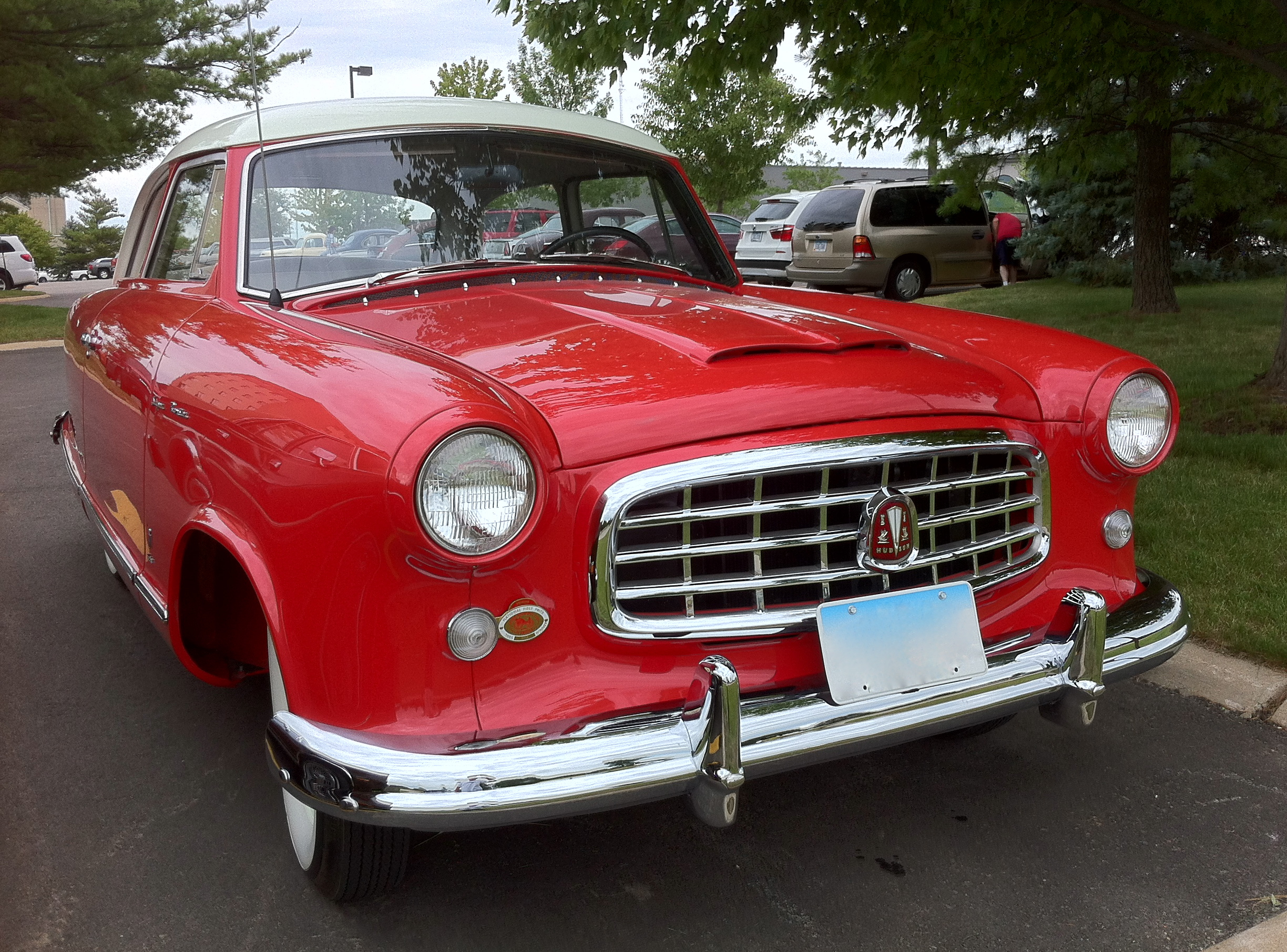
Hudson Rambler Super 2-puertas de 1955

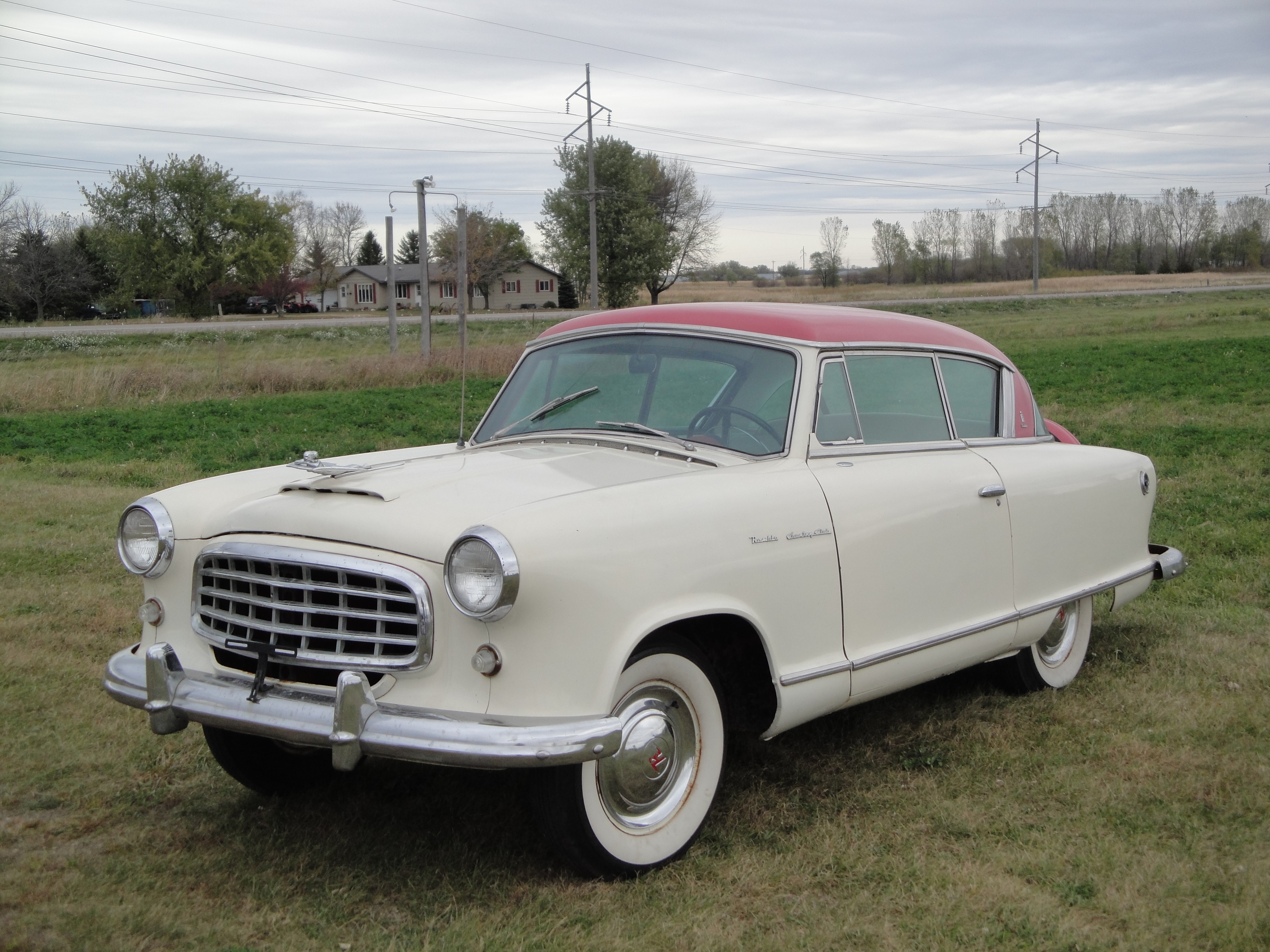
Rambler Country Club de 1955

El cambio más significativo del Nash Rambler en el modelo del año 1955 fue la apertura de los huecos de las ruedas delanteras, lo que se tradujo en una disminución de 6 pies (2 m) en el diámetro del círculo de giro de las versiones del año anterior, y los modelos de dos puertas pasaron a disponer del diámetro de giro más pequeño de la industria, con 36 pies (11 m). Se quitaron los faldones fijos de los de guardabarros "tradicionales" de Nash y se aumentó la vía delantera (la distancia entre los puntos centrales de las ruedas en el eje cuando entran en contacto con la carretera) para que fuera aún mayor que la vía de rodadura trasera. A los diseñadores Edmund Anderson, Pinin Farina y Meade Moore no les gustaba el elemento de diseño en el que insistió George Mason, y tan pronto como murió este último, "Anderson rediseñó apresuradamente los guardabarros delanteros". La revista  Popular Science  describió el diseño modificado para 1955 como "la lengua en la barbilla", afirmando que "el pequeño Rambler pierde sus pantalones".
Como parte del lavado de cara para 1955, la parrilla del Rambler también fue rediseñada con solo el emblema central que diferenciaba a los coches que entonces vendían los concesionarios Nash y Hudson. El Rambler era un modelo nuevo para los distribuidores de Hudson y reemplazó al compacto Hudson Jet.
Los interiores del económico Nash Rambler fueron diseñados por Helene Rother para atraer también al gusto femenino. American Motors lo presentó como "Creado a su propio gusto" en el marketing del automóvil, sabiendo lo que las mujeres buscaban en un automóvil, de forma que los diseños de Rother presentaban telas elegantes y caras que coordinaban con los colores y los adornos.
Las combinaciones de modelos y acabados fueron nuevamente reorganizadas con un sedán de dos puertas Suburban y Club de dos puertas, disponibles en versiones Deluxe o Super. Los sedanes y familiares de cuatro puertas llegaron como modelos Super o Custom, mientras que se introdujo un nuevo sedán de cuatro puertas Deluxe. El Country Club de techo rígido sin pilares intermedios se redujo solo a la versión Custom, mientras que el modelo convertible ya no estaba disponible.
Las versiones solo de flotas de reparto incluían una camioneta Deliveryman que no se mostraba en el catálogo, así como otro modelo nuevo, un cupé de negocios para tres pasajeros (un sedán de dos puertas sin asiento trasero).
Los esfuerzos de marketing del fabricante de automóviles incluyeron el patrocinio del programa de televisión "Disneyland" en la cadena ABC. La transmisión inaugural fue el 25 de octubre de 1955; solo cinco días después de que los nuevos Rambler se presentaran tanto en los concesionarios de Nash como en los de Hudson. El programa de Disney se convirtió rápidamente en uno de los más vistos en los EE. UU., lo que ayudó a AMC a vender más coches.
El enfoque continuó centrado en su economía, y un Rambler de cuatro puertas estableció un récord histórico para coches con transmisión automática de 27,47 mpgAm (8,6 L/100 km; 33,0 mpgIm) en el Mobil Economy Run de 1955.
Sin embargo, el mercado interno de los Estados Unidos se estaba inclinando hacia automóviles cada vez más grandes; por lo tanto, las perspectivas para la línea compacta Nash Rambler eran limitadas y la producción se interrumpió después del modelo del año 1955.

## Competiciones deportivas
El coche más pequeño en la carrera de 400 vueltas autorizada por la NASCAR en la categoría Short Track Late Model Division el 13 de julio de 1951 en Lanham, fue un Nash Rambler Country Club (con techo rígido y dos puertas). Propiedad de Williams Nash Motors de Bethesda (Maryland), el coche fue conducido a la victoria por Tony Bonadies de Bronx, Nueva York. Inició la competición en la parte trasera del grupo de 25 coches en la pista de un cuarto de milla (0.40 km), hasta que inició una progresión constante hasta alcanzar la posición de líder. El Nash Rambler también fue el único automóvil que corrió toda la carrera de 100 millas (161 km) sin hacer una parada.
El 18 de julio de 1952, la carrera de NASCAR Short Track en el Lanham Speedway, fue de 400 vueltas en un óvalo pavimentado de 0,2 millas (0,32 km), para un total de 80 millas (129 km). Tony Bonadies terminó la carrera en cuarto lugar en un Nash de 1952.

## Reemplazo

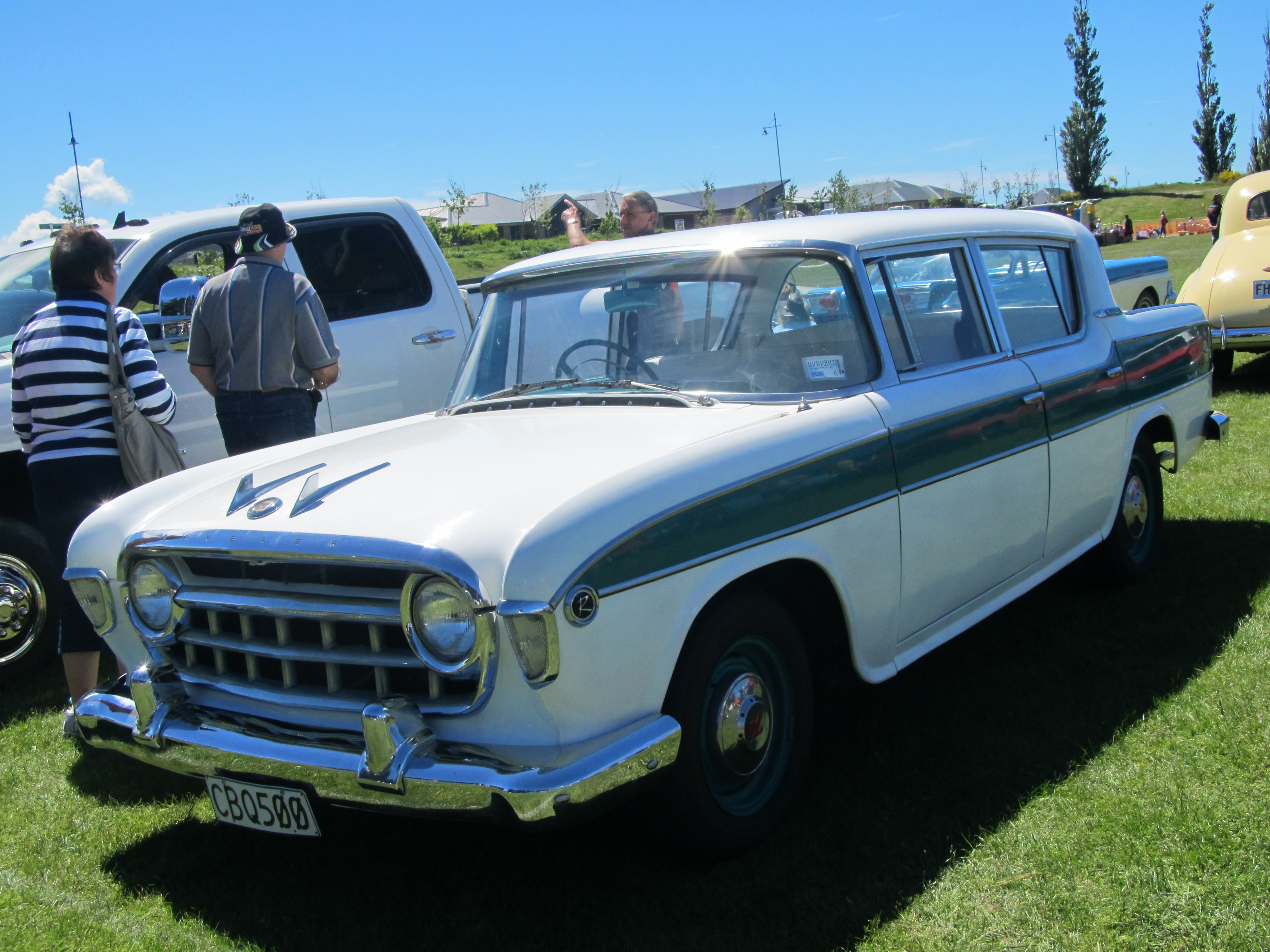
El nuevo Nash Rambler de 1956 de tamaño compacto, con volante a la derecha (Nueva Zelanda)

La guerra de ventas entre Ford y Chevrolet que tuvo lugar durante 1953 y 1954 redujo la participación en el mercado de los fabricantes de automóviles restantes que intentaban competir con los modelos de tamaño estándar ofrecidos por los Tres Grandes fabricantes de Detroit (General Motors, Ford y Chrysler). American Motors respondió al mercado cambiante centrándose en el desarrollo de las versiones de cuatro puertas con distancia entre ejes de 108 plg (2743 mm) que había introducido en 1954. La producción del Nash Rambler compacto original finalizó en 1955, cuando AMC presentó un Rambler completamente nuevo para el modelo del año 1956, que utilizaron una distancia entre ejes de 108 plg (2743 mm) y se convirtieron en coches más grandes, aunque se podían considerar "compactos" en comparación con los fabricados por los Tres Grandes. Los modelos Rambler más grandes fueron vendidos por distribuidores de Nash y Hudson, y llevaban los respectivos logotipos de las dos marcas.
El nuevo Rambler de 1956 fue posiblemente "el automóvil más importante jamás construido por American Motors" en el sentido de que no solo creó y definió un nuevo segmento del mercado enfatizando las virtudes del diseño compacto, sino que también permitió al fabricante de automóviles prosperar en el mercado posterior a la Segunda Guerra Mundial sometido a  drásticos cambios en el equilibrio de oferta y demanda. Los nuevos Rambler se lanzaron solo como modelos de cuatro puertas. Junto con el sedán y el familiar habituales de cuatro puertas, había un nuevo sedán de techo rígido de cuatro puertas, así como una primicia en la industria, una camioneta de cuatro puertas con techo rígido. También se introdujo una versión OHV del motor de 195,6 plg³ (3,2 L) en 1956 para reemplazar a la versión de culata en L que se usaba en modelos anteriores. El OHV I6 era el único motor disponible en los Rambler de 1956, ya que el nuevo AMC V8 no apareció hasta el modelo del año 1957.

## Nash Rambler Palm Beach
La relación de American Motors con el diseñador italiano Battista 'Pinin' Farina como consultor de estilo dio como resultado el Nash Rambler Palm Beach de 1956. Todos los componentes mecánicos principales del prototipo procedían de un Nash Rambler con distancia entre ejes de 100 plg (2540 mm). Influido por las innovaciones aerodinámicas y técnicas, el Palm Beach se construyó "para que pudiera introducirse en el mercado en un corto período de tiempo". El automóvil de exhibición completamente funcional se ideó como un reemplazo del Nash-Healey, pero AMC ya no incluyó un automóvil deportivo en su gama de 1956.

## Resurgimiento

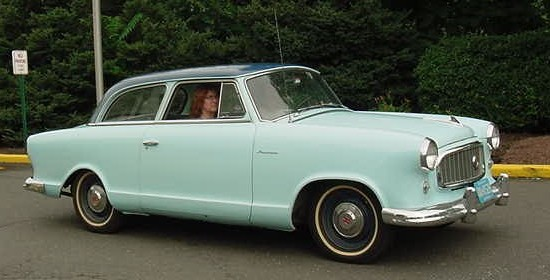
El revivido Rambler American

Con el enfoque de AMC en los automóviles económicos, la gerencia vio una oportunidad con la recesión de 1958 para revivir el pequeño Nash Rambler, que tenía una batalla de 100 plg (2540 mm). El fabricante de automóviles había conservado el antiguo utillaje de producción y el modelo recuperado encajaría entre los Rambler familiares más grandes de 108 plg (2743 mm) de distancia entre ejes y los vehículos importados Nash Metropolitan de dos asientos y 85 plg (2159 mm). Esta sería una alternativa más pequeña y eficiente a los coches de tamaño estándar que estaban siendo comercializados por los tres grandes de Detroit en ese momento. El antiguo diseño de Nash se modificó ligeramente y se utilizó para el "nuevo" Rambler American de AMC para 1958.

## Epílogo
El libro que enumera los 75 automóviles estadounidenses dignos de mención que fueron noticia entre 1895 y 1970, documenta que "el Nash Rambler de 1950 fue un automóvil histórico en dos aspectos: su influencia y su pequeño tamaño". Si bien los pequeños fabricantes de automóviles independientes introdujeron otros coches de tamaño compacto, como el Henry J, Hudson Jet y Willys Aero, solo el Rambler sobrevivió el tiempo suficiente como para ganarse un lugar significativo en la historia del automóvil.
Además, el Nash Rambler de tamaño compacto se convirtió en una estrategia comercial para American Motors, ya que la empresa se asoció firmemente con los automóviles pequeños en el mercado estadounidense. En la década de 1960, el fabricante de automóviles "prosperó gracias a la parte trasera del Nash Rambler, el compacto que recordaba el nombre del vehículo que Thomas B. Jeffrey construyó en 1902 en la fábrica de Kenosha, Wisconsin, que seguía siendo la principal planta de producción de AMC".
El Nash Rambler tuvo éxito donde otros "intentaron atraer a los consumidores estadounidenses que buscaban automóviles prácticos y económicos" durante una era "en la que todo lo que Detroit tenía para ofrecer eran gigantes caros y ostentosos". The Big
Tres fabricantes fabricantes estadounidenses tuvieron que salir del mercado de automóviles económicos hacia marcas extranjeras a partir de principios de la década de 1950. Nash fue el único fabricante estadounidense que acertó en la fórmula compacta al ofrecer el Rambler, un coche "bien equipado y con un precio razonable"; "estilo fresco, distintivo y atractivo"; y "parte del posterior recorrido del Rambler original en 1950-55 fue debido a que había una línea completa de modelos en muchos estilos de carrocería, incluido un alegre descapotable".
Según el historiador automotriz Bill Vance, los Nash Rambler "no son muy recordados, pero ofrecieron un servicio fiable, económico y robusto". "La reputación de Nash de construir vehículos eminentemente sensibles significa que sus productos a menudo son pasados por alto por los entusiastas de hoy en día." Coches restaurados profesionalmente a las condiciones de fábrica se han subastado entre los coleccionistas.

## En la cultura popular
- El Nash Rambler aparece citado en la exitosa canción de 1958 "Beep Beep".